# Nysia Carone
Nysia Coimbra Flores Carone (Muriaé, 16 de outubro de 1928 - Belo Horizonte, 04 de março de 2009) é uma tabeliã,  contabilista, escriturária, advogada e política brasileira que foi deputada federal por Minas Gerais.

## Dados biográficos
Filha de Orlando Barbosa Flores e Maria Coimbra Flores. Seu pai foi deputado estadual constituinte (1935-1937) por Minas Gerais e prefeito de Muriaé sendo que Nísia Carone casou-se com o também político Jorge Carone Filho cuja deposição da prefeitura de Belo Horizonte por conta do Ato Institucional Número Dois em 1965 levou-a a interromper suas atividades como tabeliã, contabilista e escriturária e candidatar-se a deputada federal pelo MDB em 1966 em substituição ao marido faltando apenas quatro dias para o pleito sendo eleita tornando-se a primeira mulher eleita para representar Minas Gerais no Congresso Nacional. Cassada pelo Ato Institucional Número Cinco em 30 de setembro de 1969 foi desprovida de seus direitos políticos por dez anos.
Após a Lei da Anistia, passou a trabalhar como advogada no Serviço de Proteção ao Consumidor em Belo Horizonte, não retornando à vida política.